# جون إم. جونز
جون إم. جونز (بالإنجليزية: John M. Jones)‏ هو عسكري أمريكي، ولد في 20 يوليو 1820 في شارلوتسفيل في الولايات المتحدة، وتوفي في 5 مايو 1864 في مقاطعة سبوتسيلفانيا في الولايات المتحدة.